# 前川千春
前川 千春（まえかわ ちはる）は、日本の会計学者。現在は慶應義塾大学商学部で准教授を務めている。

## 経歴
1987年、中央大学商学部会計学科卒。1989年、慶應義塾大学修士課程商学研究科修了。1992年、同科博士課程単位取得退学。1990年4月から2000年3月にかけて同大学商学部助手、1991年10月から93年9月まで同大学通信教育部学習指導副主任、2000年4月から同大学商学部准教授。

## 論文
- 取得原価評価と一般購買力資本維持（三田商学研究）
- 資本維持概念と資産評価基準の関係（三田商学研究）